# 鄭琬 (嘉靖進士)
鄭琬（1493年—？年），字德甫，广西儀衛司校籍，浙江青田縣人。明朝政治人物。

## 生平
治《礼记》，行五，由國子生中式癸酉科（1513年）廣西鄉試第一名舉人，年三十一歲中式嘉靖二年（1523年）癸未科會試第二百七十三名，第二甲第十三名進士。初授礼部祠祭司主事，尋丁父母忧，服阕，授兵部主事，清理贴黄，十年（1531年）三月条上清黄五事：一严督率、一固黏贴、一增黄本、一慎揭黄。历任兵部郎中，典武选，淘汰武职之冗滥者千百人，著为式，名曰武选条例。擢镇江府知府，未上任，二十四年（1545年）三月因兵部武选司吏员伪造黄蜡御宝及冒选武职私籍，兵部上下官员多被贬谪，郑琬降职为和州同知，卒于官。

## 家族
曾祖鄭麒。祖父鄭榮。父鄭諫（1471年-1523年），號直菴。母趙氏（1472年-1523年），贈孺人。具庆下。兄琮、瓘、琚、弟瓊。